# ناحیه جکسون، شهرستان کمدن، میزوری
ناحیه جکسون، شهرستان کمدن، میزوری (به انگلیسی: Jackson Township, Camden County, Missouri) یک ناحیه در ایالات متحده آمریکا است که در شهرستان کمدن در میزوری واقع است.

## خصوصیات
ناحیه جکسون ۱۴۷٫۰۲ کیلومترمربع مساحت و ۶۶۳ نفر جمعیت دارد و ۲۷۵ متر بالاتر از سطح دریا واقع است.